# Lost Springs (Wyoming)
Lost Springs è un comune (town) degli Stati Uniti d'America della contea di Converse nello Stato del Wyoming. La popolazione era di 4 abitanti al censimento del 2010.

## Geografia fisica
Secondo lo United States Census Bureau, ha un'area totale di 0,09 mi² (0,23 km²).

## Storia
Lost Springs fu fondata negli anni 1880, quando ricevette il suo nome dagli operai delle ferrovie che non riuscivano a trovare le sorgenti indicate sulla mappa dell'area. La cittadina fu incorporata nel 1911 e possedeva originariamente 200 abitanti, la maggior parte dei quali lavorava presso la vicina miniera di carbone di Rosin. Dopo la chiusura della miniera intorno al 1930, la popolazione di Lost Springs diminuì costantemente.
Nel 1960, la popolazione della cittadina era scesa a cinque abitanti. Nel 1976, lo Stato del Wyoming e la U.S. Bicentennial Commission designarono Lost Springs come la più piccola città incorporata in America; la sua popolazione era allora di 11 abitanti.
Nel 1983, Lost Springs venne coinvolta in una battaglia legale con la Chicago and North Western Railway. La società ferroviaria, che correva adiacente alla città, aveva infatti cercato di sequestrare 5,2 acri di terreno per costruire un terrapieno da 6,7 metri. Leda Price, che già allora deteneva la carica di sindaco, guidò però la sentita protesta della poco numerosa, ma agguerrita comunità di Lost Springs, sostenendo che il paese sarebbe così rimasto tagliato fuori dalle autostrade 18 e 20. Un giudice del distretto del Wyoming diede ragione al sindaco Price, e così la Chicago and North Western Railway fu costretta a inchinarsi alla volontà degli abitanti di Lost Springs.

## Società

### Evoluzione demografica
Secondo il censimento del 2010, la popolazione era di 4 abitanti.

### Etnie e minoranze straniere
Secondo il censimento del 2010, la composizione etnica della città era formata dal 100,0% di bianchi.